# Pseudonautia humillana
Pseudonautia humillana är en insektsart som beskrevs av Marius Descamps 1978. Pseudonautia humillana ingår i släktet Pseudonautia och familjen Romaleidae. Inga underarter finns listade i Catalogue of Life.